# Gesellschaft für freie Publizistik
La Gesellschaft für freie Publizistik, abreviado GfP (traducida al español, Sociedad de Periodismo Libre), es una asociación ultraderechista alemana. Según la Oficina Federal para la Protección de la Constitución es la mayor asociación cultural de ultraderecha en Alemania y, por lo menos desde el año 2005 (según el Verfassungsschutzbericht desde el 2006), se encuentra ligada al partido La Patria. La dirección de contacto que proporcionan es un apartado postal de Oberboihingen y se estructura en distintos grupos de trabajo. Sus miembros son sobre todo editores, libreros, redactores y escritores de extrema derecha.

## Fundación
Se fundó en 1960 por antiguos integrantes de las SS y del Partido Nacionalsocialista Obrero Alemán (NSDAP), donde tuvo un papel importante el antiguo jefe de prensa de dicho partido y del gobierno del Reich alemán, Helmut Sündermann. También fueron cofundadores Kurt Ziesel, Erich Kern, Herbert Böhme, Joachim von Ribbentrop y Peter Kleist.
Han sido miembros de la GfP Peter Dehoust, Olaf Rose, Jürgen Schützinger o Gert Sudholt entre otros.

## Colaboraciones
Desde el principio colaboró con la Deutsches Kulturwerk Europäischen Geistes y con la organización resultado de su segregación, la Berliner Kulturgemeinschaft Preußen. Desde la década de 1990 influyó en la redacción de la revista Nation und Europa. Desde el año 2000 colabora estrechamente con el círculo ultraderechista Deutsche Studiengemeinschaft.

## Temas
Sus temas de interés son: la puesta en duda de la muerte de millones de judíos en cámaras de gas, la negación o relativización de la culpa de Alemania en la guerra, el problema de los extranjeros, la libertad de expresión para el periodismo nacional y otras ideas y planteamientos revisionistas. Considera una de sus tareas principales el fomento de la colaboración entre editores y entre editores y autores de derecha y extrema derecha, y el apoyo jurídico y político en caso de ser objeto de investigaciones por parte de la policía o de un fiscal.

## Congresos y publicaciones
Organiza congresos anuales donde participan autores, políticos e investigadores cuyo espectro político abarca desde la derecha conservadora hasta la extrema derecha.